# Женская сборная Венгрии по софтболу
Женская национальная сборная Венгрии по софтболу — представляет Финляндию на международных софтбольных соревнованиях. Управляющей организацией является Федерация бейсбола и софтбола Венгрии (венг. Magyar Országos Baseball és Softball Szövetség).

## Результаты выступлений

### Чемпионаты Европы
| Год        | Победы         | Поражения      | Место          |
| ---------- | -------------- | -------------- | -------------- |
| 1979—2003  | не участвовали | не участвовали | не участвовали |
| 2005       | 2              | 5              | 18             |
| 2007       | 3              | 3              | 19             |
| 2009       | .              | .              | 20             |
| 2011       | 3              | 4              | 14             |
| 2013       | 1              | 5              | 19             |
| 2015       | не участвовали | не участвовали | не участвовали |
| 2017       | 2              | 9              | 22             |
| 2019       | 1              | 9              | 22             |
| 2021       | .              | .              | 16             |
| 2022—н. в. | не участвовали | не участвовали | не участвовали |